# Spilosoma beata
Spilosoma beata är en fjärilsart som beskrevs av Car. 1898. Spilosoma beata ingår i släktet Spilosoma och familjen björnspinnare. Inga underarter finns listade i Catalogue of Life.